# Alfred Maußner
Alfred Maußner ist ein deutscher Ökonom.

## Leben
Maußner studierte von 1976 bis 1981 Volkswirtschaftslehre an der Friedrich-Alexander-Universität Erlangen-Nürnberg (Diplom). 1984 wurde er bei Joachim Klaus mit der Dissertation Stabilisierungspolitik im Lichte von Gleichgewichts- und Ungleichgewichtstheorie zum Dr. rer. pol. promoviert. Forschungsaufenthalte führten ihn an die University of Georgia und die University of California, Los Angeles. 1990 habilitierte er sich mit der Arbeit Monopolistische Preisbildung und Nachfrageerwartungen in makroökonomischen Modellen. 1992 wurde er Professor für Wirtschaftliche Staatswissenschaften an der Universität zu Köln. Von 1996 bis 2000 war er dann Lehrstuhlinhaber für Volkswirtschaftslehre, insbesondere Wirtschaftspolitik, an der Otto-Friedrich-Universität Bamberg. 2000 erhielt er den Ruf auf den Lehrstuhl für Empirische Makroökonomie der Universität Augsburg.

## Schriften (Auswahl)
- Kommunale Unternehmen als Instrument der regionalen Strukturpolitik.  Eine theoretische und empirische Untersuchung ihrer regionalpolitischen Wirkungen und Wirkungsmöglichkeiten (= Schriften zur öffentlichen Verwaltung und öffentlichen Wirtschaft, Band 70). Nomos, Baden-Baden 1982, ISBN 3-7890-0767-6.
- Stabilisierungspolitik im Lichte von Gleichgewichts- und Ungleichgewichtstheorie. Eine modelltheoretische Analyse der stabilisierungspolitischen Implikationen neuerer makroökonomischer Theorien (= Beiträge zur ökonomischen Forschung, Band 20). Vandenhoeck & Ruprecht, Göttingen 1985, ISBN 3-525-12319-1.
- Monopolistische Preisbildung und Nachfrageerwartungen in makroökonomischen Modellen (= Schriften zur angewandten Wirtschaftsforschung, Band 57). Mohr, Tübingen 1992, ISBN 3-16-145886-9.
- Konjunkturtheorie (= Springer-Lehrbuch). Springer, Berlin u. a. 1994, ISBN 3-540-57790-4.
- mit Rainer Klump: Wachstumstheorie (= Springer-Lehrbuch). Springer, Berlin u. a. 1996,  ISBN 3-540-61501-6.
- hrsg. mit Klaus Georg Binder: Ökonomie und Ökologie. Festschrift für Joachim Klaus zum 65. Geburtstag (= Abhandlungen zur Nationalökonomie, Band 11). Duncker & Humblot, Berlin 1999, ISBN 3-428-09548-0.
- mit Joachim Klaus: Grundzüge der mikro- und makroökonomischen Theorie (= WiSt-Taschenbücher). 2. Auflage, Vahlen, München 1997, ISBN 3-8006-1883-4.
- mit Burkhard Heer: Dynamic general equilibrium modeling. Computational methods and applications. 2. Auflage, Springer, Berlin u. a. 2009, ISBN 978-3-540-85684-9.